# Rubén Olivera da Rosa
Ruben Ariel Olivera da Rosa (Montevideo, Uruguai, 5 d'abril de 1983) és un exfutbolista uruguaià. Jugava de centrecampista.

## Clubs
| Club              | País    | Any       |
| ----------------- | ------- | --------- |
| Danubio           | Uruguai | 2001-2002 |
| Juventus FC       | Itàlia  | 2003      |
| Atlètic de Madrid | Espanya | 2004      |
| Juventus FC       | Itàlia  | 2004-2006 |
| UC Sampdoria      | Itàlia  | 2006-2007 |
| Juventus FC       | Itàlia  | 2007      |
| CA Peñarol        | Uruguai | 2008      |
| Genoa CFC         | Itàlia  | 2008-2009 |
| CA Peñarol        | Uruguai | 2009-2010 |
| US Lecce          | Itàlia  | 2010-2012 |
| ACF Fiorentina    | Itàlia  | 2012-2014 |
| Brescia Calcio    | Itàlia  | 2014 -    |

## Palmarès

### Campionats estatals
| Títol                      | Club        | País    | Temporada |
| -------------------------- | ----------- | ------- | --------- |
| Serie A                    | Juventus FC | Itàlia  | 2002-03   |
| Supercopa d'Itàlia         | Juventus FC | Itàlia  | 2002-03   |
| Primera divisió uruguaiana | CA Peñarol  | Uruguai | 2009-2010 |

## Internacional
Ha estat internacional amb la selecció de futbol de l'Uruguai.